# Revoluția chimică

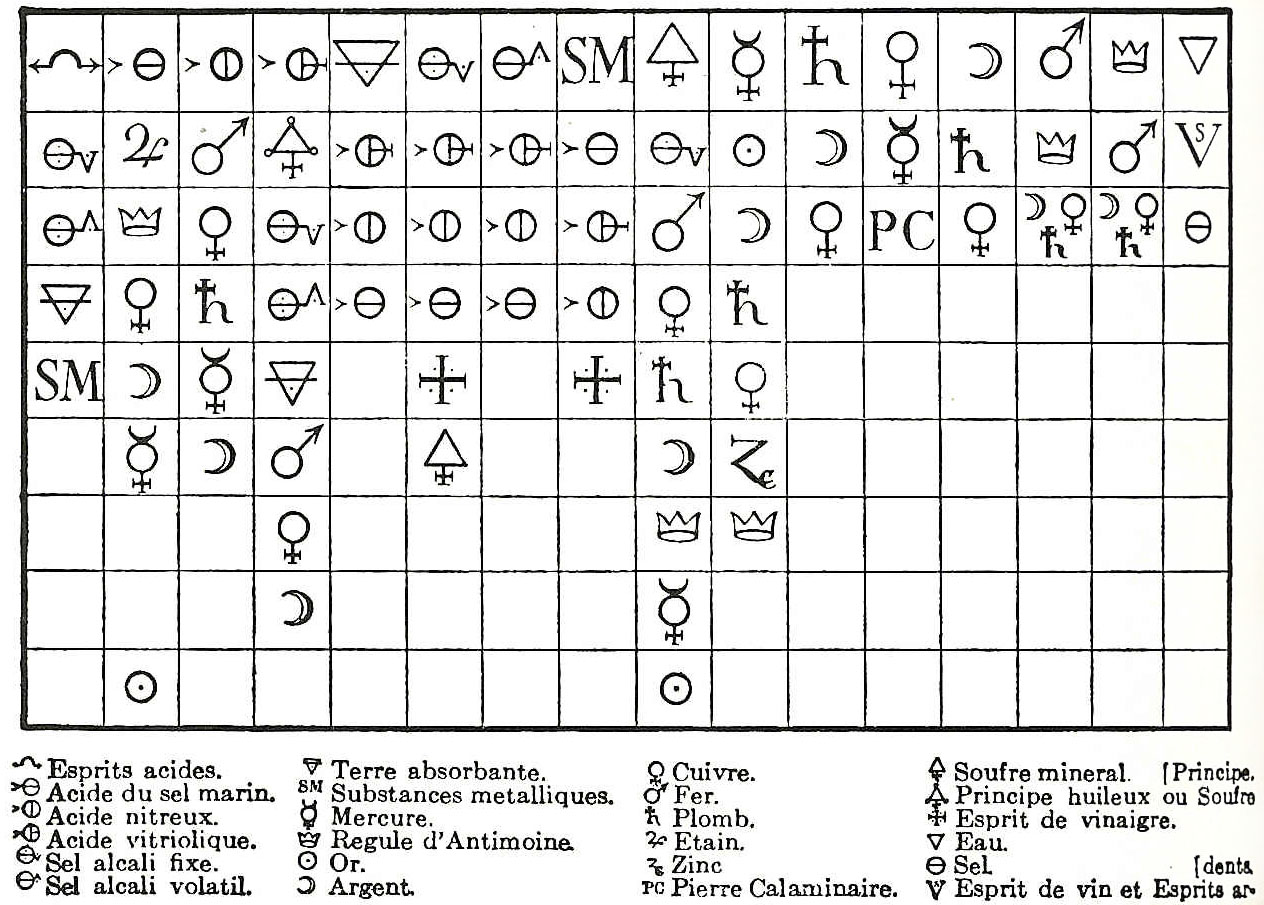
Tabelul afinităţii a lui Geoffroy din 1718': la capul fiecărei coloane din tabel apare o specie chimică, iar mai jos speciile cu care se combină prima. Câțiva istorici au descris acest tabel ca fiind „începutul revoluției chimice”.

Revoluția chimică, de asemenea fiind și prima revoluție chimică, reprezintă o perioadă de reformulare a domeniului chimiei bazată pe legea conservării masei substanțelor  și a teoriei combustiei oxigenului. Revoluția chimică a fost centrată pe munca chimistului francez Antoine Lavoisier (denumit ulterior „părintele chimiei moderne”).  Pe 20 februarie 1773, Lavoisier scria: „importanța în sfârșitul viziunii m-a obligat să preiau toată acestă povară, care părea pentru mine destinată să aducă o revoluție în...chimie. O serie imensă de experimente mai rămân de făcut.” Când a scris aceste rânduri în jurnalul său de laborator, Lavoisier era gata să schimbe pentru totdeauna practicile și conceptele din chimie. 